# Laval Collett
Laval Collett (13 de octubre de 1976) es un deportista mauriciano que compitió en judo. Ganó dos medallas en el Campeonato Africano de Judo en los años 1997 y 2006.

## Palmarés internacional
| Campeonato Africano | Campeonato Africano     | Campeonato Africano | Campeonato Africano |
| Año                 | Lugar                   | Medalla             | Categoría           |
| ------------------- | ----------------------- | ------------------- | ------------------- |
| 1997                | Casablanca (Marruecos)  | Medalla de bronce   | –60 kg              |
| 2006                | Puerto Louis (Mauricio) | Medalla de plata    | –66 kg              |